# Sally Kellerman
Sally Kellerman (Long Beach, 1937. június 2. – Woodland Hills, Los Angeles, 2022. február 24.) amerikai színésznő.

## Élete és pályafutása

### Halála
Kellerman 2022. február 24-én, 84 éves korában hunyt el szívelégtelenségben a Los Angeles-i Woodland Hills-i ápolási intézményben. Halálakor demenciában szenvedett.

## Filmjei
| Év   | Cím                                      | Magyar cím                         | Szerep                              |
| ---- | ---------------------------------------- | ---------------------------------- | ----------------------------------- |
| 1957 | Reform School Girl                       |                                    | Marcia                              |
| 1962 | Hands of a Stranger                      |                                    | Sue                                 |
| 1965 | The Third Day                            |                                    | Holly Mitchell                      |
| 1968 | The Boston Strangler                     | A bostoni fojtogató                | Dianne Cluny                        |
| 1970 | M*A*S*H                                  | MASH (film)                        | Margaret ’Hot Lips’ Houlihan őrnagy |
| 1970 | Brewster McCloud                         |                                    | Louise                              |
| 1972 | Last of the Red Hot Lovers               |                                    | Elaine Navazio                      |
| 1972 | A Reflection of Fear                     |                                    | Anne                                |
| 1973 | Slither                                  |                                    | Kitty Kopetzky                      |
| 1973 | Lost Horizon                             |                                    | Sally Hughes                        |
| 1975 | Rafferty and the Gold Dust Twins         |                                    | Mackinley Beachwood                 |
| 1976 | The Big Bus                              | A nagy busz                        | Sybil Crane                         |
| 1976 | Welcome to L.A.                          |                                    | Ann Goode                           |
| 1977 | The Mouse and His Child                  |                                    | The Seal (hangja)                   |
| 1979 | A Little Romance                         |                                    | Kay King                            |
| 1980 | Foxes                                    |                                    | Mary                                |
| 1980 | It Rained All Night the Day I Left       |                                    | ezredes                             |
| 1980 | Serial                                   |                                    | Martha                              |
| 1980 | Head On                                  |                                    | Michelle Keys                       |
| 1985 | Sesame Street Presents: Follow That Bird | Szezám utca: A madár nyomában      | Miss Finch (hangja)                 |
| 1985 | Moving Violations                        |                                    | Nedra Henderson bíró                |
| 1985 | KGB: The Secret War                      |                                    | Fran Simpson                        |
| 1986 | Back to School                           |                                    | Dr. Diane Turner                    |
| 1986 | That's Life!                             |                                    | Holly Parrish                       |
| 1986 | Meatballs III: Summer Job                |                                    | Roxy Dujour                         |
| 1987 | Three for the Road                       |                                    | Blanche                             |
| 1987 | Someone to Love                          | Valakit szeretni                   | Edith Helm                          |
| 1988 | You Can't Hurry Love                     |                                    | Kelly Bones                         |
| 1989 | The Secret of the Ice Cave               |                                    | Dr. Valerie Ostrow                  |
| 1989 | All's Fair                               |                                    | Florence                            |
| 1990 | Happily Ever After                       | Boldogan éltek, míg meg nem haltak | Sunburn (hangja)                    |
| 1993 | Doppelganger                             | Lélekvesztő                        | Jan nővér                           |
| 1993 | Younger and Younger                      | Örökifjú & társa                   | 'Zig-Zag' Lilian                    |
| 1994 | Mirror, Mirror 2: Raven Dance            |                                    | Roslyn                              |
| 1994 | Prêt-à-Porter                            | Pret-a-porter – Divatdiktátorok    | Sissy Wanamaker                     |
| 1996 | It's My Party                            |                                    | Sara Hart                           |
| 1997 | The Lay of the Land                      |                                    | Mary Jane Dankworth                 |
| 1999 | American Virgin                          | Vigyázz, kész, szűz!               | Quaint                              |
| 2001 | Women Of The Night                       |                                    | Mary                                |
| 2004 | Open House                               |                                    | Marjorie Milford                    |
| 2005 | Boynton Beach Club                       |                                    | Sandy                               |
| 2006 | Payback                                  | Visszavágó (rendezői változat)     | Miss Bronson (hangja)               |
| 2011 | Night Club                               |                                    | Dorothy                             |
| 2013 | Joan's Day Out (rövidfilm)               |                                    | Joan                                |
| 2014 | Reach Me                                 | Érj el!                            | Florence 'Flo'                      |
| 2014 | When Bette Met Mae (dokumentumfilm)      |                                    | narrátor                            |
| 2014 | A Place for Heroes                       |                                    | Maureen                             |
| 2016 | His Neighbor Phil                        |                                    | Bernadette                          |
| 2016 | The Remake                               |                                    | Peg néni                            |
| 2016 | Flycatcher                               |                                    | Thelma                              |

## Fordítás
- Ez a szócikk részben vagy egészben a Sally Kellerman című angol Wikipédia-szócikk fordításán alapul.  Az eredeti cikk szerkesztőit annak laptörténete sorolja fel. Ez a jelzés csupán a megfogalmazás eredetét és a szerzői jogokat jelzi, nem szolgál a cikkben szereplő információk forrásmegjelöléseként.